# 久々野町立大西中学校
久々野町立大西中学校（くぐのちょうりつ おおにしちゅうがっこう）は、岐阜県大野郡久々野町（現・高山市）に存在した公立中学校。

## 概要
- 大野郡久々野町の北部の中学校であり、大西小学校に併設されていた。1960年、久々野中学校〈旧〉、渚中学校と統合し、久々野中学校の新設により廃校。
- 校舎は久々野中学校大西分教室として使用された後、大西小学校の施設として使用された。

## 沿革
- 1947年（昭和22年）4月 - 久々野村立大西中学校として開校。大西小学校に併設。
- 1951年（昭和26年）4月1日 - 久々野村が町制施行し久々野町となる。同時に久々野町立大西中学校に改称する。
- 1952年（昭和27年） - 久々野町の3つの中学校（久々野中学校・大西中学校・渚中学校）の統合が計画される。
- 1953年（昭和28年）3月 - 校舎（木造2階建）が完成。
- 1959年（昭和34年）7月21日 - 町議会で統合中学校の建設が議決される。
- 1960年（昭和35年）4月1日 - 久々野中学校〈旧〉、大西中学校、渚中学校を統合し、久々野中学校の新設により廃校。旧・大西中学校の校舎は久々野町立久々野中学校大西分教室となる。
- 1962年（昭和37年）11月27日 - 久々野中学校の統合校舎が完成。大西分教室を廃止。